# Мануель Марреро Крус
Мануель Марреро Крус (ісп. Manuel Marrero Cruz; нар. 11 липня 1963) — кубинський політик, чинний, дев'ятнадцятий прем'єр-міністр Куби.

## Життєпис
Народився 11 липня 1963 року в східній провінції Ольгін. Інженер-архітектор за освітою. Від 1990 року працював у туристичному бізнесі. Починав як інвестор у групі Гавіота, а згодом був керівником групи технічних інвестицій, заступником директора і генеральним менеджером готелю «Ріо-де-Луна». 1999 року був призначений на посаду віцепрезидента групи готелів «Гавіота», що належить кубинській армії, яка контролює туристичну галузь на острові.
2004 року Фідель Кастро призначив його міністром туризму Республіки Куба. Залишався на тій посаді до грудня 2019 року, коли очолив уряд Куби.

## Прем'єр-міністр Куби
21 грудня 2019 року парламент Куби призначив Марреро на посаду прем'єр-міністра. Унікальну кандидатуру запропонував президент країни Мігель Діас-Канель, вона здобула одностайну підтримку депутатів.
Посаду прем'єр-міністра було ліквідовано 1976 року та знову було відновлено в Конституції 2019, ухваленій у квітні 2018 року. Останньою особою, яка обіймала посаду прем'єр-міністра Куби, був Фідель Кастро (1959—1976), після чого відбулась конституційна реформа, за результатами якої Кастро став головою Державної ради та Ради міністрів.
Президент Діас-Канель під час виступу перед Національною Асамблеєю зазначив, що Марреро відзначався своєю скромністю, чесністю, працездатністю та відданістю революції. Він має значний досвід перемовин із закордонними колегами та навички діалогу. Мандат триватиме п'ять років, як зазначено у статті 141 Конституції Куби.